# Hexham Abbey

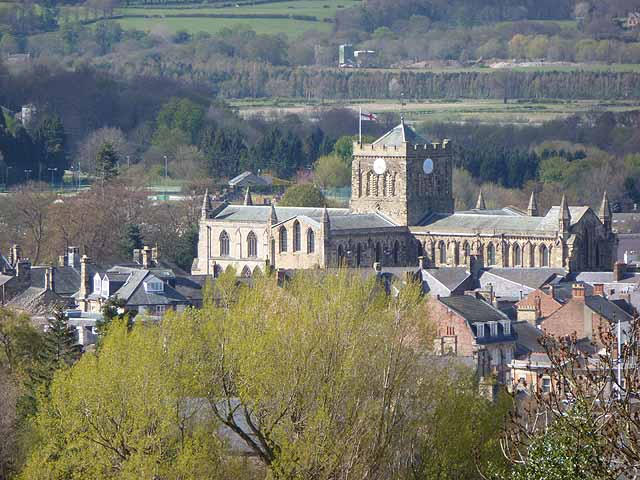
Hexham Abbey

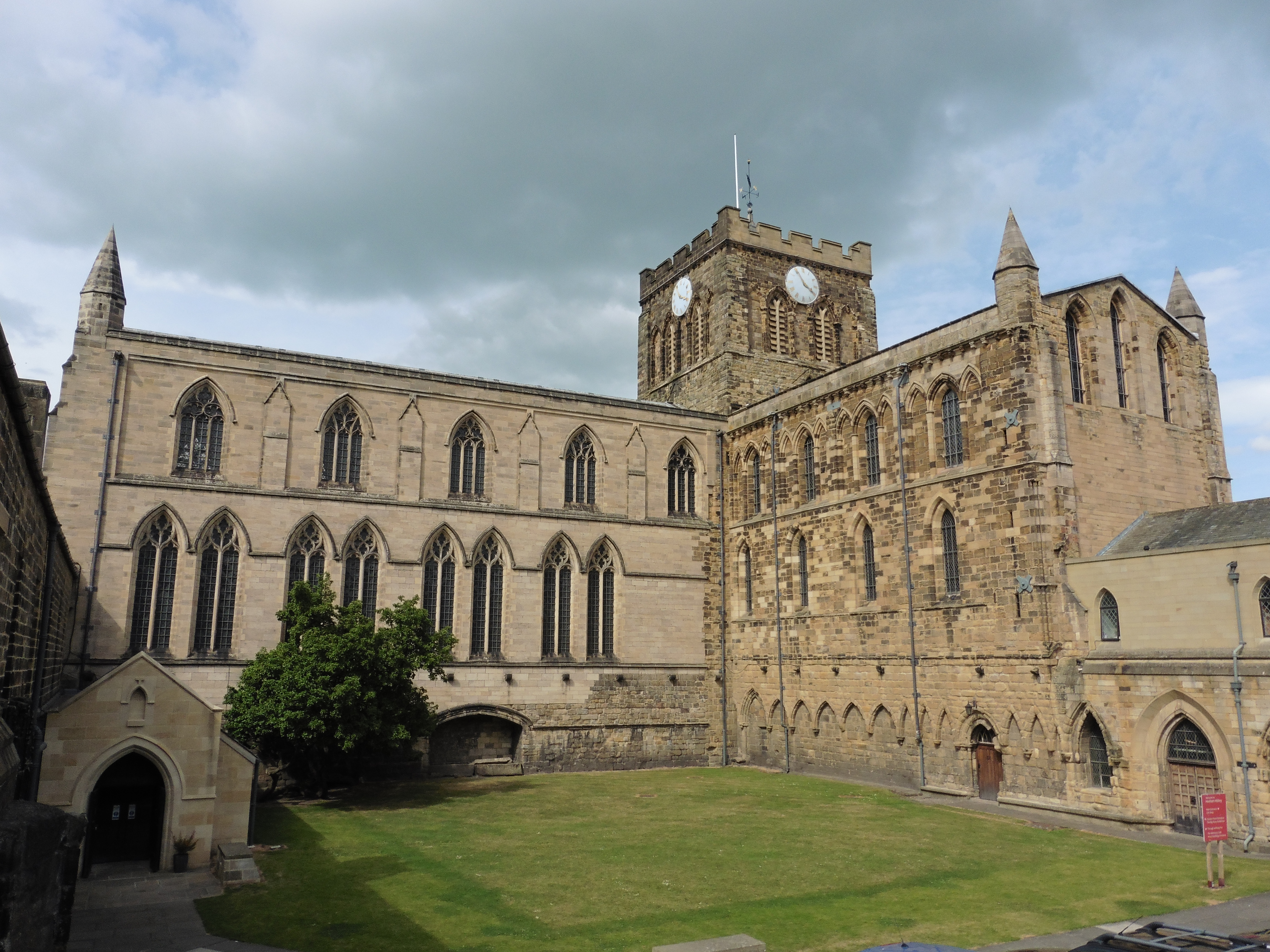
Ehemalige Abteikirche

Grundriss der ehemaligen Abtei

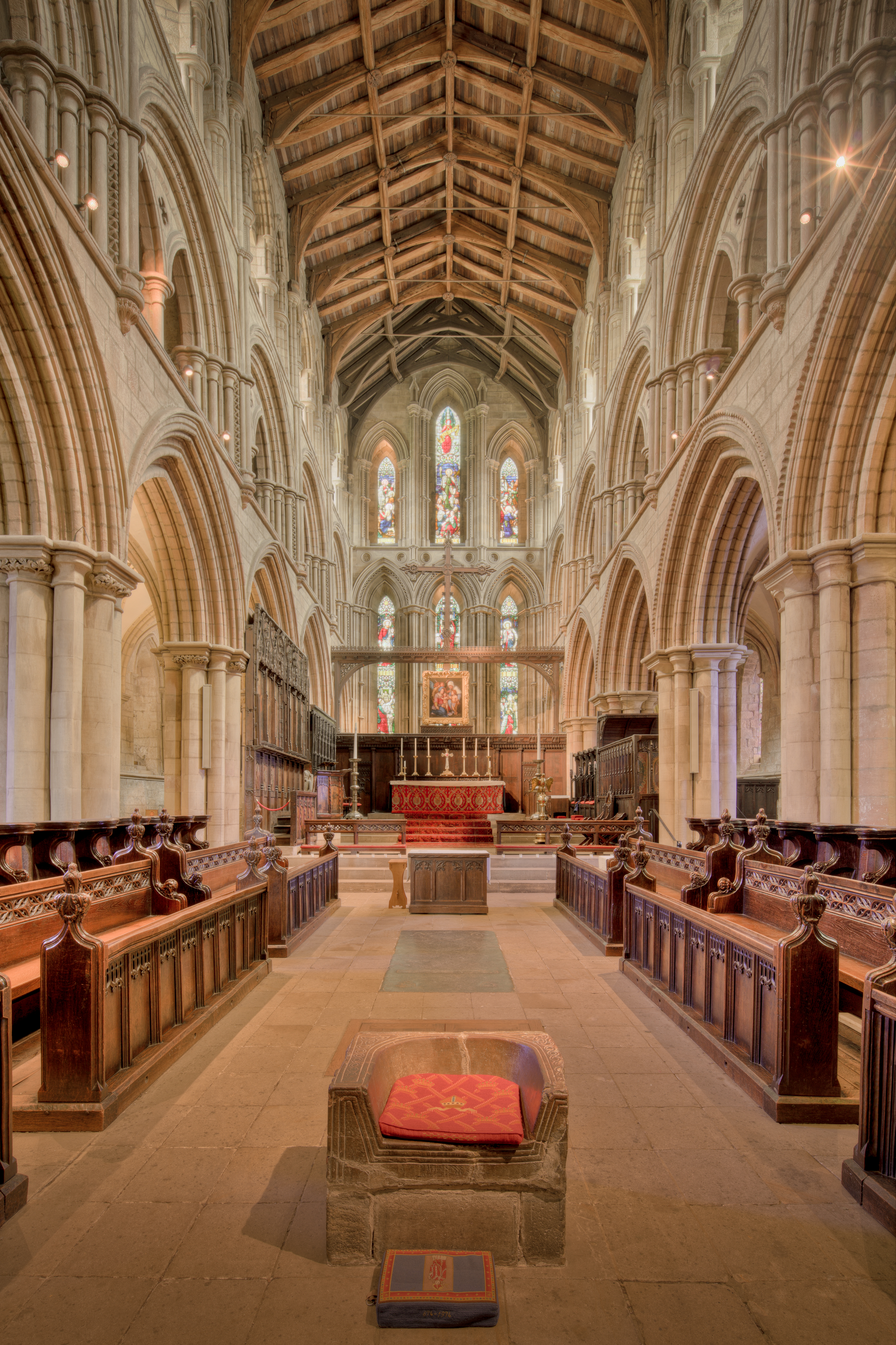
Chor der Kirche

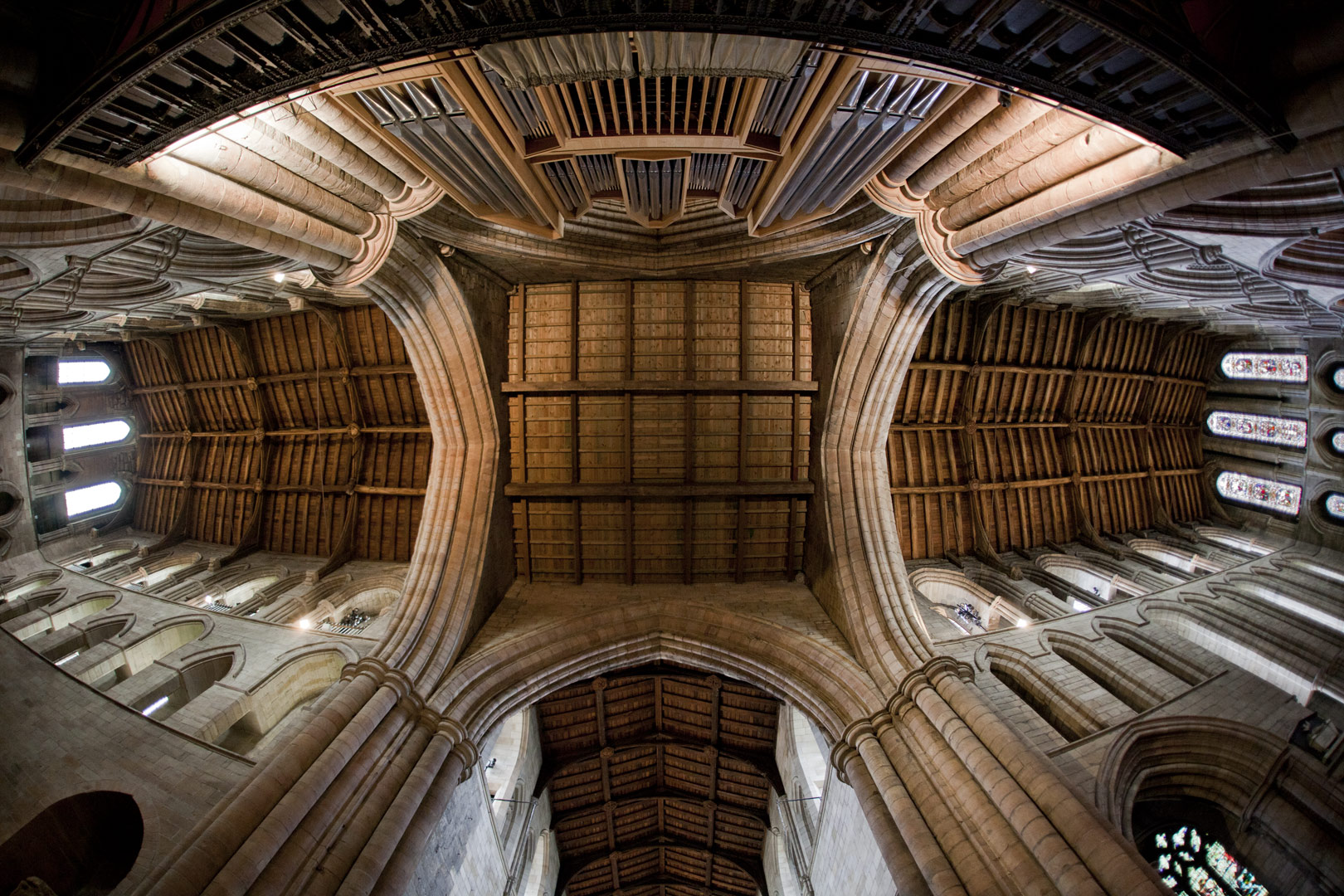
Holzdecken der Kirche

Die der Church of England zugehörige Kirche der Hexham Abbey in der Stadt Hexham in der nordenglischen Grafschaft (county) Northumberland trägt das Patrozinium des Apostels Andreas (engl. St Andrew); sie ist als Grade-I-Bauwerk eingestuft und gehört zum Major Churches Network.

## Lage
Die etwa 14.000 Einwohner zählende Stadt Hexham liegt am River Tyne in einer Höhe von etwa 120 m. Die an der Nordsee gelegene Küstenstadt Newcastle upon Tyne ist nur etwa 35 km (Fahrtstrecke) in östlicher Richtung entfernt; die Großstadt York liegt ca. 170 km südöstlich. Die ehemalige Abteikirche der Hexham Abbey liegt im Zentrum der nur etwa 200 m vom Fluss entfernten Altstadt.

## Geschichte
Ein Benediktinerkloster wurde im Jahr 674 von Bischof Wilfrid von York auf der Grundlage einer Stiftung der Königstochter Æthelthryth aus dem Hause der Wuffinger gegründet. Zum Bau wurden Steine der nahegelegenen römischen Siedlung Coria (heute Corbridge) am Hadrianswall verwendet; aus angelsächsischer Zeit ist noch die Krypta erhalten. Von etwa 678 bis zum Jahr 821 war Hexham Bischofssitz. Im Jahr 875 eroberte der Däne Halfdan Ragnarsson an der Spitze eines Heeres ganz Northumbria, wobei das Kloster Hexham zerstört wurde. Erst im Jahr 1050 wurde ein gewisser Eilaf mit dem Bau einer neuen Kirche beauftragt, deren Vollendung sein Sohn Eilaf II. bewerkstelligte. Später übernahm der Augustinerorden das Kloster und errichtete in den Jahren 1170 bis 1250 eine neue Kirche, deren Chor jedoch um die Mitte des 19. Jahrhunderts grundlegend restauriert und umgestaltet wurde. Die Weihe der neugestalteten Kirche erfolgte erst im Jahr 1908.

## Architektur
Die Architektur der Kirche ist ein Konglomerat aus verschiedenen Bauphasen und Baustilen, wobei gotische Elemente dominieren; die ältesten Teile des Bauwerks finden sich im zweischiffigen Langhaus und im Querschiff. Die gesamte Kirche hat Holzdecken.

## Ausstattung
Bedeutendste Stücke der Ausstattung sind die etwa 3 m hohe Grabstele eines römischen Standartenträgers mit Namen „Flavinus“ und der sogenannte Frithstool, ein steinerner Bischofs- oder Thronsitz aus dem ausgehenden 7. Jahrhundert. Aber auch der vielleicht noch aus römischer Zeit stammende Taufstein (font) mit späteren Hinzufügungen sowie zahlreiche andere antike und frühmittelalterliche Steinfragmente sind beachtenswert. Das Chorgestühl (choir stalls) stammt aus dem 15. Jahrhundert und enthält einige geschnitzte Miserikordien.

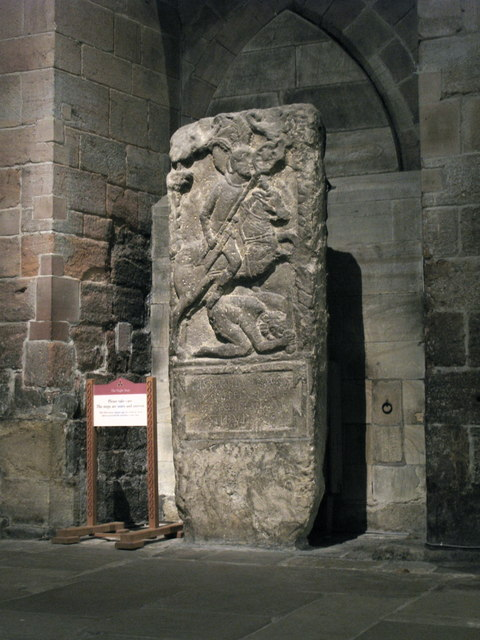
Römische Grabstele
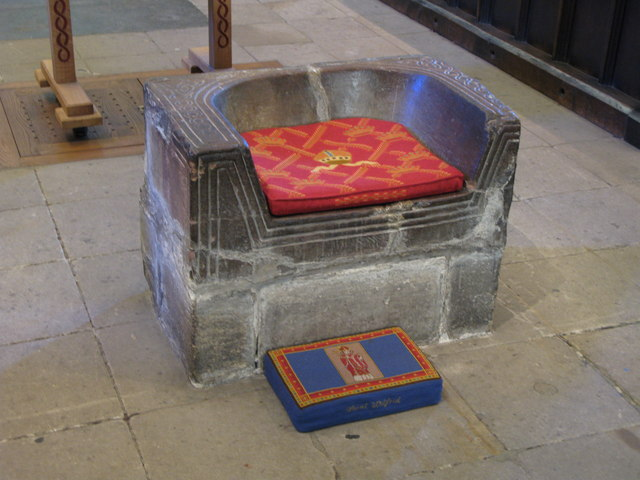
Frithstool
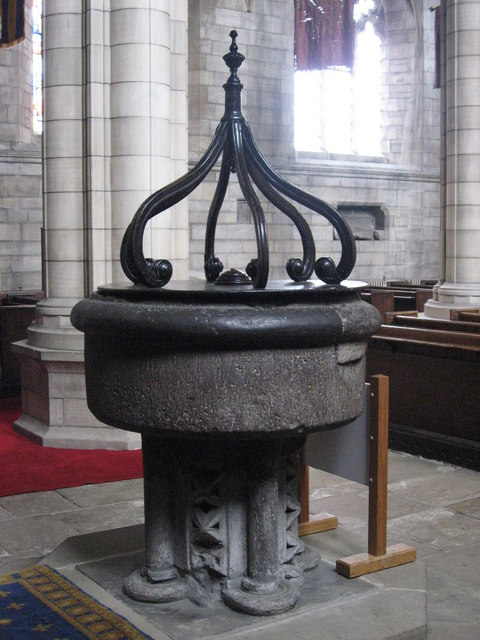
Taufstein (font)
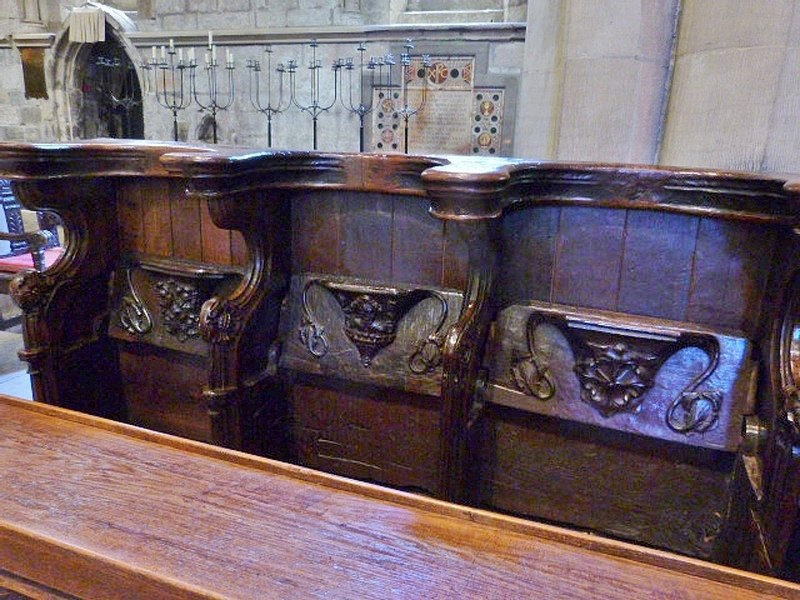
Chorgestühl